# Жан I де Бурбон (граф де Ла Марш)
Жан I де Бурбон (фр. Jean Ier de Bourbon-La Marche; 1344 — 11 июня 1393, Вандом) — граф де Ла Марш с 1362, граф Вандома (под именем Жан VII) и Кастра (под именем Жан II) с 1372 (по праву жены), пэр Франции с 1371, французский военачальник во время Столетней войны, второй сын Жака I де Бурбон, графа де Ла Марш, и Жанны де Шатильон, дамы де Лез, де Конде, де Каренси, де Дюизан, де Обиньи и де Бюкюа.

## Биография
Жан, как и его отец, граф Жак I, принимал активное участие в Столетней войне. 19 сентября 1356 года Жан вместе с отцом и дядей, герцогом Пьером I де Бурбоном, принимал участие в битве при Пуатье, закончившейся разгромом французской армии. Герцог Пьер I при этом погиб, а Жак I и Жан попали в плен и были отправлены в Англию, где пробыли до заключения мира в Бретиньи в 1360 году.
В 1362 году отец Жана, граф Жак I умер от ран, полученных в битве около Бринье (в районе Лиона). В той же битве получил смертельную рану старший брат Жана, Пьер, унаследовавший графство Марш, но умерший через несколько дней после отца. Поскольку Пьер не был женат и не оставил детей, Марш унаследовал Жан.
Позже король Франции назначил Жана генералом-лейтенантом Лимузена, который он отвоевал у англичан.
В 1366—1367 годах Жан в составе французской армии под командованием Бертрана дю Геклена участвовал в кампании против короля Кастилии Педро I Жестокого.
После возвращения во Францию Жан снова включился в борьбу против англичан.
23 декабря 1371 года в Париже король Франции Карл V подтвердил за Жаном титул графа де Ла Марш и признал его пэром Франции.
В 1372 году умерла графиня Вандома и Кастра Жанна. Её наследницей стала Екатерина, жена Жана. В новоприобретённых владениях Жан восстановил замок Лаварден, а также укрепил Вандомский замок.
В 1377 году участвовал в рейде на английский остров Уайт. Высадившиеся французы под командованием Жана захватили и разрушили несколько городов и замков.
В 1382 году Жан участвовал в походе короля Франции Карла VI во Фландрию, а в 1392 году воевал в Бретани.
Жан умер 11 июня 1393 года в Вандоме, где и был похоронен в церкви Сен-Жорж. Марш унаследовал его старший сын Жак II, который из наследства матери также унаследовал и Кастр. Второй сын Жана, Людовик I унаследовал Вандом, став родоначальником Вандомской ветви Бурбонов.

## Брак и дети
Жена: с 28 сентября 1364 (Париж) Екатерина де Вандом (ум. 1 апреля 1412), графиня Вандома и Кастра, дочь Жана VI, графа Вандома и Кастра, и Жанны де Понтье. Дети:
- Жак II (ок. 1369/1370 — 24 сентября 1438), граф де Ла Марш с 1393, граф Кастра с 1403
- Людовик I (1375/1376 — 21 декабря 1446), граф Вандома с 1403, сеньор де Мондубло, д'Эпернон и де Ремаланд, великий камергер Франции с 1408, великий управляющий двора Франции с 1413, родоначальник ветви Бурбон-Вандом
- Жан I (ум. до января 1458), сеньор Каренси, родоначальник ветви Бурбон-Каренси
- Изабелла, монахиня в Пуасси
- Анна (ум. сентябрь 1408); 1-й муж: с 1390 Жан II Беррийский (4 февраля 1377 — 1397), граф Монпансье с 1386; 2-й муж: с 1 октября 1402 Людвиг VII Бородатый (20 декабря 1365/1369 — 1/2 мая 1447), герцог Баварско-Ингольштадтский с 1413
- Шарлотта (1388 — 15 января 1422); муж: с 25 августа 1411 Янус (1375 — 29 июня 1432), король Кипра и титулярный король Иерусалима с 1398
- Мария (ок. 1391 — после 11 сентября 1463), дама де Бреэнкур; муж: Жан де Бене, сеньор д'Эскро

Также у Жана был один незаконнорожденный сын от неизвестной любовницы:
- Жан (ум. после 1435), бастард де Ла Марш